# Periaeschna gerrhon
Periaeschna gerrhon là loài chuồn chuồn trong họ Aeshnidae. Loài này được Wilson mô tả khoa học đầu tiên năm 2005.